# Gordon, New South Wales
Gordon este o suburbie în Sydney, Australia.